# Acantholipes vetustalis
Acantholipes vetustalis är en fjärilsart som beskrevs av Walker 1866. Acantholipes vetustalis ingår i släktet Acantholipes och familjen nattflyn. Inga underarter finns listade i Catalogue of Life.